# Ursula Bright
Ursula Mellor Bright o Ursula Mellor (5 de julio de 1835 - 5 de marzo de 1915) fue una sufragista británica, activista por los derechos de propiedad de las mujeres casadas.

## Trayectoria
Bright nació en 1835 de Joseph y Catherine Mellor. Su padre, hermano y abuelo, el parlamentario Frederick Pennington, destacaron por su apoyo a los derechos de la mujer. En 1855 se casó con Jacob Bright, diputado por Mánchester. Ella y su esposo fueron miembros fundadores de la Manchester Society for Women's Suffrage en 1867. Junto a Lydia Becker, secretaria de la organización, alentaron a Lilly Maxwell, viuda propietaria de una tienda, cuyo nombre había aparecido por error en el registro de votantes de Mánchester, a emitir su voto en una elección parcial el 26 de noviembre de 1867, que ganó Bright.
Cuando se constituyó la Ladies National Association for the Repeal of the Contagious Diseases Acts en 1869, Bright fue miembro fundadora. Se convirtió en tesorera del Comité de Propiedad de Mujeres Casadas y permaneció activa allí hasta que se aprobó la Ley de Propiedad de Mujeres Casadas de 1882. Este fue un acto que dio a las mujeres el derecho a controlar su propia propiedad. Elizabeth Cady Stanton reconoció a Bright el logro de la aprobación del proyecto de ley y escribió: "Durante diez años consecutivos prestó especial atención a este proyecto de ley... no se cansó en sus esfuerzos, en enrollar peticiones, esparcir tratados, celebrar reuniones". La aprobación de la Ley de propiedad de las mujeres casadas fue importante, ya que Bright no había considerado que las mujeres casadas debieran votar hasta que se promulgó esta ley.
Se le atribuye haber asegurado que se aprobara la Ley de Gobierno Local de 1894 que otorgó el voto a las mujeres en las elecciones locales. También permitió que las mujeres se presentaran como consejeras parroquiales o de distrito.

## Datos biográficos
Ursula y Jacob Bright tuvieron cinco hijos, aunque dos de ellos murieron muy jóvenes de difteria con quince días de diferencia. Tuvieron otros dos hijos más y una hija Esther en 1868.
El hermano y las cuñadas de Bright incluían a John Bright, Priscilla Bright McLaren y Margaret Bright Lucas, con quienes compartía algunas creencias políticas.
Esther Bright estaba interesada en Teosofía. Bright no era teósofa, pero le dio a Annie Besant, que era amiga de su hija, 3.000 libras esterlinas para su causa.
Bright murió en su casa en Kensington en 1915, donde había sufrido osteoartritis durante algún tiempo. Su biógrafa Elizabeth Crawford señala que su obituario apenas mencionan su trabajo de campaña porque su osteoartritis le había impedido participar en el movimiento por el sufragio femenino.